# Skarbiec kruszwickiej Kolegiaty
Skarbiec kruszwickiej kolegiaty – to zbiór licznych dzieł malarskich znajdujących się obecnie w kruszwickiej kolegiacie bądź w Gnieźnie. Do niedawna znajdowały się tu portrety, obrazy, ornaty i relikwie. Najcenniejszym zabytkiem rękopiśmiennym jest ewangeliarz kruszwicki.

## Zabytki malarskie
Jeszcze na początku XX wieku w skarbcu kruszwickim znajdowały się:
- portret Mieszka I, jej kopia została wykonana w 1859 roku, obecnie znajduje się w gnieźnieńskim muzeum (depozyt kolegiaty)
- portret Bolesława Chrobrego, jej kopia została wykonana w 1859 roku, obecnie znajduje się w gnieźnieńskim muzeum (depozyt kolegiaty)
- portret św. Grzegorza papieża z 1735 roku obecnie depozyt kolegiaty w muzeum w Gnieźnie
- portret Jana Rzymianina, biskupa kruszwickiego obecnie depozyt kolegiaty w katedrze w Gnieźnie
- portret Maurycego Italusa, biskupa kruszwickiego obecnie depozyt kolegiaty w katedrze w Gnieźnie
- portret trumienny kobiety o inicjałach D.Z., zm. w 1697 roku
- portret trumienny kobiety o inicjałach G.T., zm. w 1699 roku
- obraz Uwolnienie św. Piotra przez anioła z 1730 roku (Muzeum w Gnieźnie, depozyt kolegiaty)
- obraz św. Rodziny z końca XVII wieku (Muzeum w Gnieźnie, depozyt kolegiaty)
- portret św. Tosso z 1614 roku (Muzeum w Gnieźnie, depozyt kolegiaty)
- portret św. Trudo z 1614 roku (Muzeum w Gnieźnie, depozyt kolegiaty)
- obraz Matki Boskiej Częstochowskiej z 1656 roku, znajduje się w transepcie południowym w bazylice kolegiackiej
- obraz Krzyża św. z połowy XVII wieku odnawiany w 1853 roku znajduje się w transepcie południowym w bazylice kolegiackiej
- obraz Matki Boskiej z Dzieciątkiem z XVIII wieku, obecnie znajduje się w kościele św. Teresy od Dzieciątka Jezus, jako depozyt kolegiaty
- obraz ukazujący działalność chrystianizacyjną biskupów kruszwickich, kopia tego obrazu pochodzi z poł. XIX wieku, obecnie depozyt kruszwicki dla katedry w Gnieźnie
- inny obraz nieznany skradziony w 1991 roku

## Figurki, które znajdowały się w kolegiacie
- późnogotycka rzeźba Chrystusa Zmartwychwstałego z 2 poł. XVI wieku
- barokowa rzeźba króla Dawida z 1755 roku, obecnie depozyt kruszwicki dla muzeum w Gnieźnie
- późnogotycka rzeźba złożenia Chrystusa do grobu z początku XVI wieku (depozyt kolegiaty dla Muzeum w Gnieźnie)
- barokowe antependium ołtarzowe z 2 poł. XVIII wieku (depozyt kolegiaty dla Muzeum w Gnieźnie)
- rzeźba św. Jana Nepomucena koło kolegiaty
- miedziane tabernakulum ze sceną wniebowstąpienia Chrystusa
- rzeźba ukrzyżowanego Jezusa z I ćw. XVI wieku
- dwa klęczące anioły z I poł. XVIII wieku pochodzące z barokowych ołtarzy

## Zabytkowe stroje liturgiczne
- dalmatyka z końca I poł. XVII wieku
- dalmatyka z 2 poł. XVIII wieku
- ornat św. Jadwigi
- ozdobny welon z 1700 roku z herbem Dołęga ufundowany przez kanonika kruszwickiego Kazimierza Kamińskiego z 2 poł. XVIII wieku, tło pochodzi z 1892 roku

## Zabytkowe meble
- barokowy fotel obity kurdybanem ofiarowany w 1707 roku przez kanonika kruszwickiego Adama Gołocińskiego

## Relikwiarze
- późnorenesansowy relikwiarz św. Wojciecha na wzór gnieźnieńskiego z 2 poł. XVII wieku wyk. Zachariasz Lange, Toruń
- relikwiarz św. Stanisława w kształcie ręki z końca XIV wieku
- relikwiarz z Limoges przywieziony z Konstantynopola
- pacyfikał z lat 30. XIV wieku z relikwiami św. Walentego

## Monstrancje
- gotycka monstrancja z 1 ćwierćwiecza XVI wieku z wkomponowanym wtórnie pacyfikałem
- monstrancja neogotycka z 1886 roku, dar od prałata Józefa Simona

## Zabytkowe naczynia i naczynia liturgiczne
- kielich manierystyczny z 2 ćwierćwiecza XVII wieku z inicjałami fundatora F.M.
- kielich manierystyczny z herbem Nisobia, dar kanonika Piotra Biskupskiego z 1616 roku
- tacka i ampułki z końca XVII wieku z cechą m. Augsburga i inicjałami złotnika S. Mylisa
- misa miedziana z "boginią pogańską" z początków XVI, obecnie mieści się ona w muzeum w Gnieźnie
- lichtarz z herbem Awdaniec

## Chrzcielnice
- romańska chrzcielnica z kształcie kielicha z XII wieku, używana do dziś
- romańska chrzcielnica z piaskowca z XI wieku

## Pozostałe zabytki
- infuła z obrazu św. Stanisława ok. 1759 rok, dar od dziekana kruszwickiego i kanonika włocławskiego Stanisława Pomorskiego z 1644 roku
- żyrandol tzw. pająk z 1643 roku dar kanclerza kruszwickiego Andrzeja Ługowskiego, jeden mosiężny, a drugi pozłacany
- późnogotycka płyta nagrobna starościny kruszwickiej Zofii Oporowskiej zm. w 1500 roku
- barokowy ołtarz główny z 1 poł. XVIII wieku w Licheniu (depozyt kolegiaty)

## Tablice
- dwie marmurowe tablice poświęcone początkom kościoła i pierwszym biskupom kruszwickim
- tablica epitafijna

## Pomniki wokoło kolegiaty
- pomnik powstania wielkopolskiego fundowany przez Waltera Gierke z Polanowice
- pomnik pomordowanych na polach łagiewnickich

Oprócz tego w całej budowli znajdują się liczne znaki wyryte na ścianach kościoła. Prawdopodobnie jest ich 40. Są to odwrócone swastyki, ryby, liście, krzyże, a także ślady po mieczach. Broń była wtedy tarta na ścianach kościoła, miało to oznaczać szczęście.